# Rychnov nad Kněžnou
Rychnov nad Kněžnou är en stad i Tjeckien. Den ligger i distriktet med samma namn och regionen Hradec Králové, i den nordöstra delen av landet, 130 km öster om huvudstaden Prag. Antalet invånare är 11 695.